# Битва при Лознице (1810)
Битва при Лознице (серб. Битка за Лозницу) — битва сербских повстанческих сил под командованием Анты Богичевича против турецких правительственных войск у города Лозница, продолжавшаяся два дня, с 17 по 18 октября 1810 года.

## Ход сражения
17 октября 1810 года около 30 тысяч османских солдат под командованием Али-Паши Видажича спустились на лодках по реке Дрина в поле Тичар у города Лозницы и осадили его. Гарнизон крепости насчитывал около 1 200 человек под командованием местного воеводы Анты Богичевича. Несмотря на укреплённые стены крепости, Богичевич понимал, что из-за большого численного преимущества взятие её турками — дело времени. Он послал гонца с письмом о помощи к Луке Лазаревичу. Карагеоргий, узнав от него об осаде, немедленно велел послать войска на помощь защитникам — 10 000 солдат во главе с Яковом Ненадовичем и Лукой Лазаревичем из Шабаца были переброшены под Лозницу. Подмога подоспела вовремя — 18 октября ранним утром началась схватка между противниками и закончилась в 8 часов вечера победой сербов.

## Память
Сербский поэт и гусляр Филип Вишнич был участником битвы; он пел песни, ободряя сербских солдат. Позже он написал эпическую песню «Бой на Лознице».